# Stazione di Kita-Akabane
La stazione di Kita-Akabane (北赤羽駅?, Kita-Akabane-eki) è una stazione ferroviaria di Tokyo e si trova a Kita. La stazione è servita unicamente dalla linea Saikyō della JR East.

## Storia
La stazione venne aperta il 30 settembre 1985.

## Linee e servizi
East Japan Railway Company
■ Linea Saikyō

## Struttura
La stazione è dotata di una banchina centrale a isola con due binari su viadotto. Lungo i binari passano anche quelli del Tōhoku Shinkansen.
| 1 | ■ Linea Saikyō | per Akabane, Shinjuku, Ōsaki e Shin-Kiba |
| 2 | ■ Linea Saikyō | per Musashi-Urawa, Ōmiya e Kawagoe       |

## Stazioni adiacenti
| «                                         | Servizio     | »            |
| Linea Saikyō                              | Linea Saikyō | Linea Saikyō |
| ----------------------------------------- | ------------ | ------------ |
| Akabane                                   | Locale       | Ukima-Funado |
| I treni Rapidi e R. pendolari non fermano |              |              |